# Merviller
Merviller ist eine französische Gemeinde im Département Meurthe-et-Moselle in der Region Grand Est (bis 2015 Lothringen).
Zu Merviller gehören die Ortsteile Criviller und les Carrières.

## Bevölkerungsentwicklung

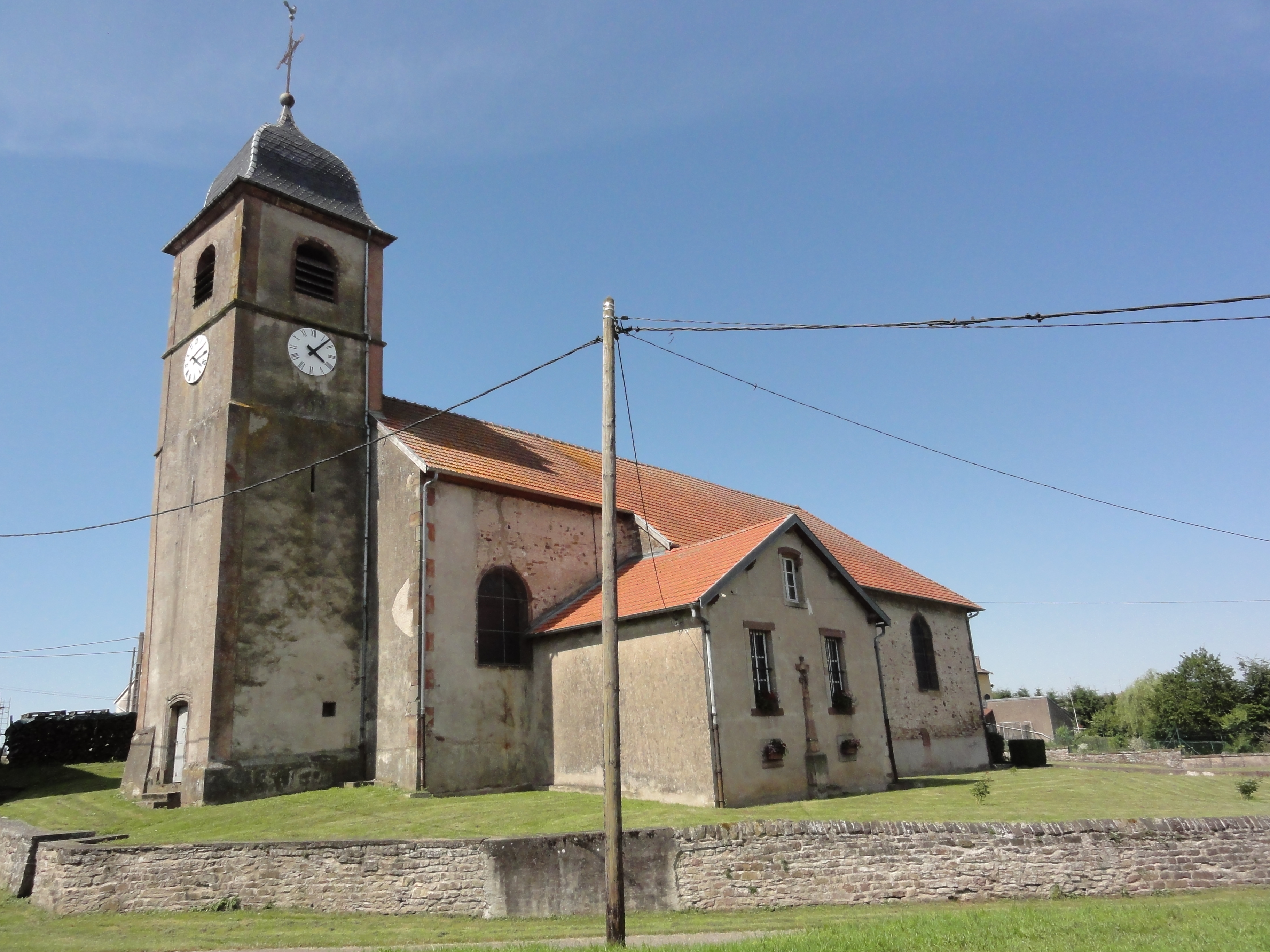
Kirche Saint-Barthélemy

| Jahr      | 1954 | 1962 | 1968 | 1975 | 1982 | 1990 | 1999 | 2006 | 2019 |
| Einwohner | 356  | 268  | 298  | 303  | 316  | 286  | 350  | 386  | 324  |